# Оні (місто)
Оні (груз. ონი) — місто в мхаре Рача-Лечхумі та Квемо Сванеті, адміністративний центр муніципалітету Оні. Населення 2656 осіб (за переписом 2014 р.).

## Розташування
Розташоване на лівому березі річки Ріоні, у глибокій ущелині, 830 м над рівнем моря, 210 км на північний захід від Тбілісі. Історично та етнографічно, є частиною високогірної історичної провінції Рача. Місто займає вузьку смугу між притоками річки Ріоні — Джеджорою та Гарулою.

## Клімат
В Оні помірно вологий клімат з помірно холодними зимою та тривало теплим літом. Середньорічна температура — 10 °C, у січні — 1 °C, у липні 20,4 °C, абсолютний мінімум — 27 °C, абсолютний максимум 38 °C. Річні опади — 1000—1100 мм.

## Історія

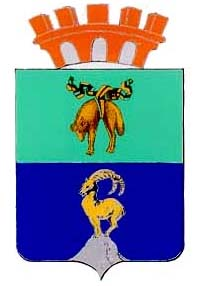
Колишня печатка Оні, затверджена під час російсько-імперської влади.

Оні вперше згадується в джерелах у XV–XVI століттях, хоча згідно з легендою, Оні заснував Іберійський король Парнаджом (II ст. до н. е.). У Середні віки зросло значення феодального міста Оні. Тут простягались шляхи з Північного Кавказу, Картлі, Імереті та Квемо Рачі. Оні було важливим торговельним пунктом Рача, тут було розвинене ремісництво. Місто було предметом суперечки між королями Імереті та Рачинськими князями. Після анексії Імеретського королівства Росією (1810), було селищем. З 1846 року стало адміністративним центром Рачинського повіту Кутаїської губернії. На території Оні виявлено бронзові сокири (бронзова доба), а також колхський білий скарб (VI—III ст. до н. е.).
В останні десятиліття місто потерпало від землетрусів та снігових обвалів. Особливо серйозний землетрус стався 29 квітня 1991 року, магнітудою в 6,9 балів за шкалою Ріхтера, найпотужніший в горах Кавказу, що спричинив значні руйнування інфраструктури Оні.
Незважаючи на пост-совєтську тенденцію до міграції, в Оні досі залишається незначна кількість гебрейських сімей — залишки колись потужної історичної гебрейської спільноти, третьої в Грузії після Тбілісі та Кутаїсі.

## Інфраструктура та пам'ятки

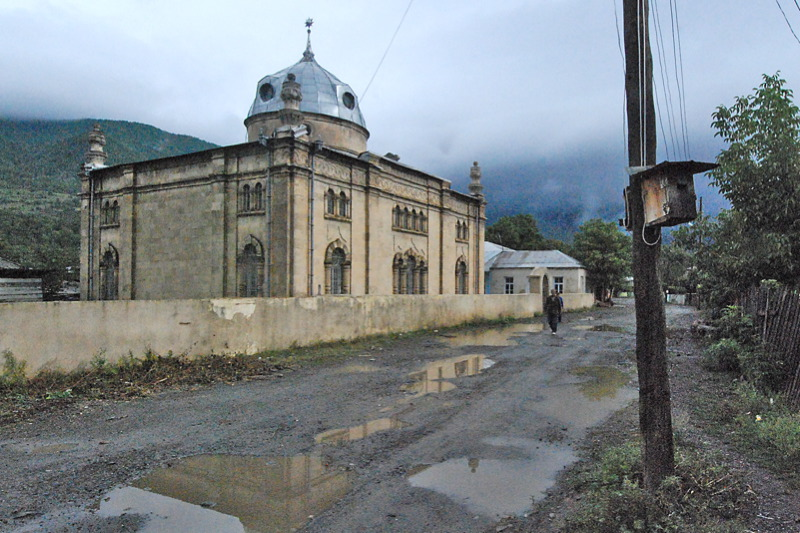
Синагога в Оні

У місті є промислові підприємства, заклади охорони здоров'я, освіти та культурні установи. В Оні розташовано резиденцію Нікорцміндської єпархії Грузинської церкви.
Територія міста значно розширилась вздовж лівого берегу Ріоні після зведення опорної стіни. Побудовано водогін.

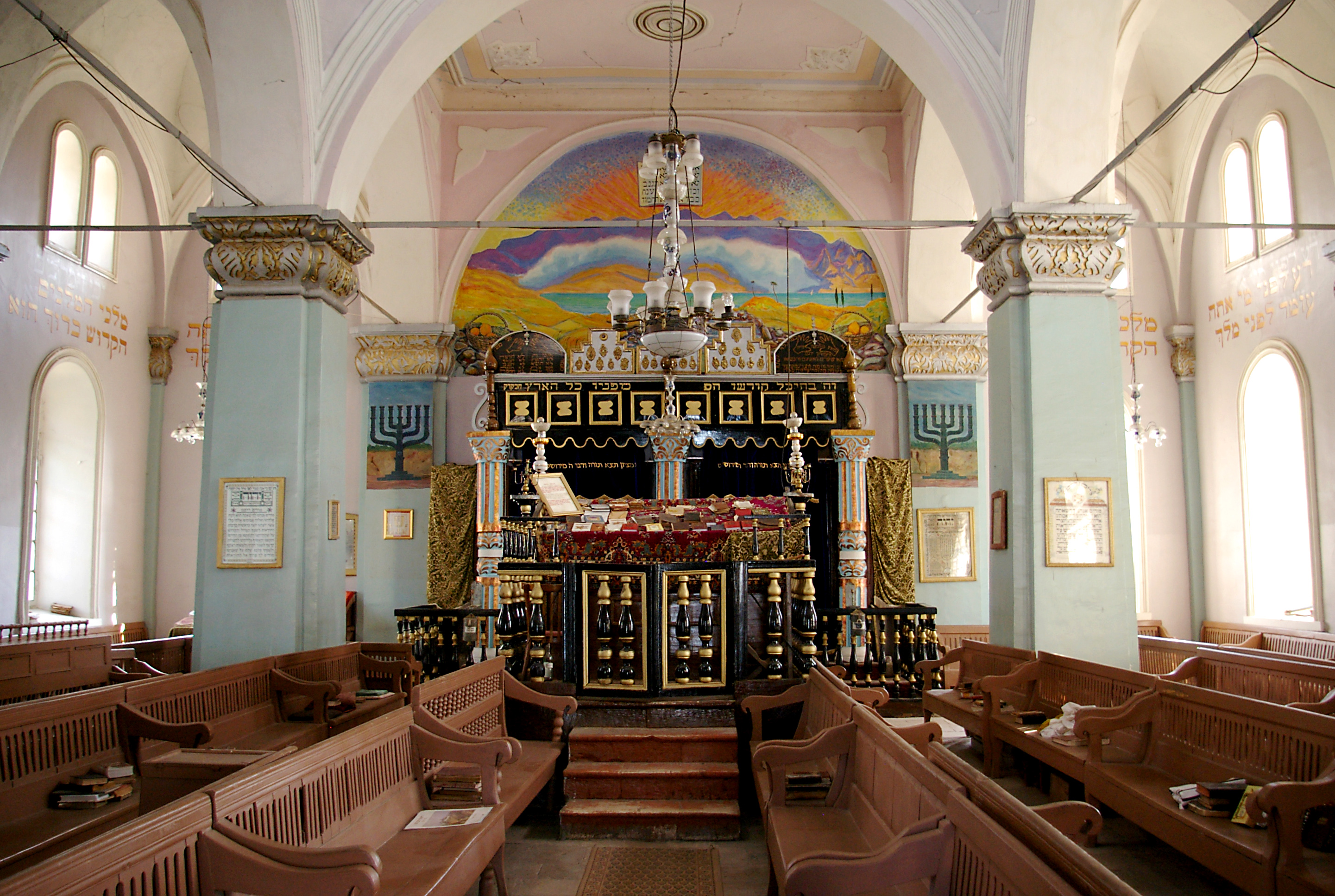
Інтер'єр синагоги

Через місто проходить Осетинська військова дорога. У місті збереглась огорожа середньовічної фортеці та синагога. Синагогу в Оні побудовано в 1880-х роках польським архітектором, а будівельниками були грецькі гебреї з Салонік.
Оні з околицями містить численні монументи, включаючи руїни середньовічних фортів та православні церкви. Популярні спа-курорти Шові та Уцера розташовані в межах 15-30 км від Оні, на південних схилах Великого Кавказу.
Рачинський регіональний музей, розташований в Оні, має вражаючу колекцію з 14000 унікальних артефактів з області археології, етнографії, нумізматики, природничої історії, образотворчого мистецтва, історичні документи, манускрипти та друковані книги.

## Міста-побратими
- Беер-Шева, Ізраїль
- Фітчбург, Массачусетс, США

## Видатні особистості
- Ґерцель Баазов (1904–1938), грузинський гебрейський письменник